# Рид, Брэнди
Брэнди Кармина Рид (англ. Brandy Carmina Reed; род. 17 февраля 1977 года в Сан-Франциско, Калифорния, США) — американская профессиональная баскетболистка, выступавшая в женской национальной баскетбольной ассоциации. Была выбрана на драфте ВНБА 1998 года в третьем раунде под общим двадцать восьмым номером клубом «Финикс Меркури». Играла на позиции лёгкого форварда.

## Ранние годы
Брэнди Рид родилась 17 февраля 1977 года в городе Сан-Франциско (штат Калифорния), а училась там же в средней школе Бальбоа, в которой выступала за местную баскетбольную команду.